# Caecidotea franzi
Caecidotea franzi is een pissebed uit de familie Asellidae. De wetenschappelijke naam van de soort is voor het eerst geldig gepubliceerd in 1971 door Holsinger & Steeves.